# Kay Nielsen
Pour les articles homonymes, voir Nielsen.
Kay Nielsen (1886-1957) est un illustrateur danois ayant travaillé comme artiste d'esquisse pour les studios Disney.
En 1939, il est engagé par les studios Disney pour réaliser des études sur plusieurs films dont Fantasia et un projet basé sur le conte de La Petite Sirène mais qui ne verra le jour que dans les années 1980, utilisant toutefois une partie de son travail,.
Il quitte le studio en 1941 mais y revient brièvement en 1952-1953.
Il a illustré notamment le conte norvégien traduit en anglais East of the Sun and West of the Moon (À l'est du soleil et à l'ouest de la lune, 1914) et un conte de l'auteur Henry-Jacques (1886-1873), Sous le signe du rossignol (Paris : l'Édition d'art H. Piazza, 1923).